# Paul Waaktaar-Savoy
Paul Waaktaar-Savoy, nascido Pål Waaktaar Gamst (Manglerud, Oslo, 6 de setembro de 1961) é um guitarrista norueguês. É um dos componentes da banda A-ha. Mudou o seu nome após o casamento em 1994.
É um artista que, ao longo da sua carreira, ocupou vários cargos: como membro dos A-ha (como é mais conhecido) se destacou na composição e tocando violão, na banda Bridges interpreta o papel de guitarrista, vocalista e compositor, no grupo Savoy (a sua própria banda) é o esteio da formação, no qual ele tem o papel de vocalista, guitarrista, compositor, programação e ainda lida com os teclados e percussão (sem bateria).

## Discografia
Em paralelo com o a-ha, Paul Waaktaar-Savoy mantém com sua esposa Lauren Savoy e o baterista Frode Unneland a banda Savoy.
Paul e a banda Savoy residem alternadamente em Nova York e Oslo.
- Mary is coming (1996)
- Lackluster me (1997)
- Mountains of time (1999)
- Reasons to stay indoors (2001)
- Savoy (2004)
- Savoy Songbook Vol 1 (2007)
- See the Beauty in Your Drab Hometown (2018)
- Under (2024)

Em 2011, Paul se juntou ao músico americano Jimmy Gnecco do grupo Ours e lançaram a música “Weathervane“, faixa-título do filme norueguês Hodejegerne.

## Obras
É o responsável por obras-primas como "Hunting High and Low", "Scoundrel Days", "I've Been Losing You", "Mary Ellen Makes The Moment Count", "There's Never a Forever Thing", "The Sun Always Shines on TV", entre outras belas composições. Além de ser o guitarrista da banda A-ha, Paul também faz parte da banda Savoy, que criou com a sua esposa, Lauren Savoy, no período em que os A-ha havia se separado temporariamente. Com o fim do A-ha, Paul ainda não se manifestou oficialmente se ele vai manter o Savoy em atividade, ou se vai dar início a um novo projeto musical.

## Características
Paul é bastante compenetrado, tímido e calado. Descreve-se como uma pessoa otimista. Vive lendo e escrevendo, e acredita que: "Letras, poemas e filmes que falam muito claramente sobre as coisas acabam não dizendo nada ao coração".